# Wilhelm Männer

Wilhelm Männer

Wilhelm Friedrich Männer (* 2. September 1870 in Frontenhausen; † 14. Oktober 1923 in Unterhaching) war ein deutscher Politiker (BBB).

## Leben und Wirken
Nach dem Besuch der Volksschule in Frontenhausen wurde Männer praktisch und an der Fortbildungsschule in Dingolfing zum Kaufmann ausgebildet. Später arbeitete Männer als Kontorist in der Maschinenfabrik Esterer in Altötting, dann als Handelsreisender der Firma Schneidt in Amberg und als Vertreter der Porzellan- und Steingutfabrik Ernst Dorfner und Co. in Hirschau in der Oberpfalz.
1899 machte Männer sich in Partenkirchen selbständig, 1901 wechselte er nach Simbach am Inn. Von 1896 bis 1899 amtierte er als Schriftführer des Gemeindekollegiums von Hirschau, später von 1906 bis 1912 als Mitglied des Gemeindeausschusses Simbach. 
Nach der Novemberrevolution von 1918 war Männer Mitglied der provisorischen Regierung des Volksstaates Bayern und Mitglied des parlamentarischen Bauernrates.
Im Januar 1919 wurde Männer für den Bayerischen Bauernbund (BBB) in die Weimarer Nationalversammlung gewählt, in der er den Wahlkreis 25 (Regierungsbezirk Niederbayern-Oberpfalz) vertrat, bis er sein Mandat am 8. Februar 1919 vorzeitig niederlegte.